# Міська лоджія (Задар)

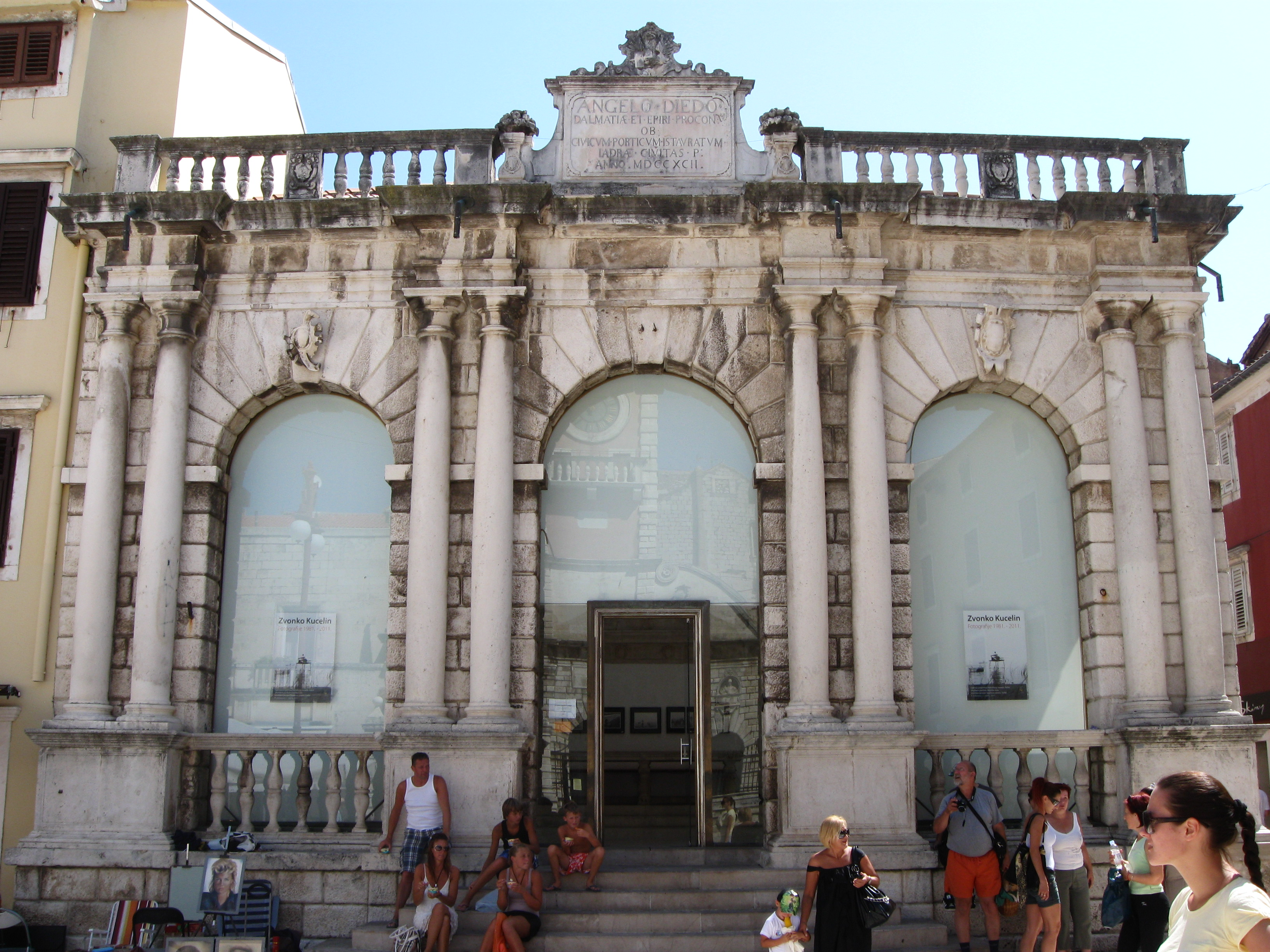
Міська лоджія, 1565 р.

Міська́ ло́джія (хорв. Gradska loža) — лоджія у м. Задарі (Хорватія), одна із архітектурних пам'яток міста. Знаходиться на Народній площі навпроти ратуші.
Теперішня будівля з'явилася у 1565 році, у той самий час коли і Міська ратуша і за проектом того самого архітектора Дж. Санмікелі. Вона була збудована на місці старої середньовічної лоджії, яка згадувалась ще у XIII столітті.
Архітектурний задум споруди подібний до того, який застосовувався при споруджені ратуші, оскільки і лоджія будувалася із грубо витесаних кам'них блоків, які декоративно оживляють фасад. Лоджія з трьома великими напівгруглими прорізами відкривається до площі, і такими ж трьома — на сусідню вулицю. Крайні прорізи мали кам'яну огорожу, а середні слугували входом із сходами. В XIX столітті був замурований боковий вхід зі сторони вулиці і усунені сходи. Лоджія зверху закінчується міцним профільованим фризом і декоративною балюстрадою.
В середині будівлі знаходиться довгий кам'яний судійський стіл. У 1855 році в лоджії знаходилась бібліотека Паравія, а кам'яні прорізи були засклені та перетворені у вікна.
Після відновлення будівлі від воєнних пошкоджень Міська лоджія стала виставковим залом, у якому проводяться переважно художні виставки, тому лоджія стала осередком задарського художнього життя.